# Bas allemand
« Plattdüütsch » et « Plattdeutsch » redirigent ici. Pour les autres significations, voir Platt.
Ne doit pas être confondu avec le francique lorrain, aussi appelé platt.

Drapeau des locuteurs du bas allemand.

Le bas allemand (autonyme : Plattdüütsch ; en allemand : Plattdeutsch ou Niederdeutsch) est un groupe de dialectes germaniques. Il se distingue du groupe haut allemand par l'absence de la seconde mutation consonantique. Le bas saxon, parlé surtout en Allemagne du Nord, mais aussi dans une grande partie septentrionale des Pays-Bas, comprend le plus grand nombre de locuteurs. Le bas francique, parlé dans le Sud et l'Ouest des Pays-Bas, dans le Nord de la Belgique, dans la région allemande de Basse-Rhénanie (Niederrhein) et dans le département français du Nord, est aussi considéré comme un sous-groupe du bas allemand dans une partie des classifications linguistiques ; le néerlandais et les parlers flamands en sont issus, ainsi que, de manière indirecte, l’afrikaans. D'autres classifications en excluent le bas francique, considérant pour des raisons socio-historiques que ce rameau se serait différencié de la souche-mère.

## Sous-groupes
Les différents parlers du groupe, qui formaient en réalité un continuum de dialectes, peuvent être regroupés de la façon suivante : 
- le bas allemand occidental ou bas saxon parlé surtout dans le Nord-Ouest de l'Allemagne (au nord de la ligne de Benrath) et dans le Nord-Est des Pays-Bas ;
- le bas allemand oriental parlé dans le Nord-Est de l'Allemagne. Depuis que les Allemands ont été expulsés de Pologne et du district de Kaliningrad, il n'est plus parlé que dans le Land de Mecklembourg-Poméranie antérieure et dans la partie du Brandebourg située au nord de la ligne de Benrath, ainsi que par les membres de la diaspora mennonite utilisant le Plautdietsch.
- le bas francique parlé principalement aux Pays-Bas et en Flandre (Belgique), ainsi que dans de petites parties de l'Ouest de l'Allemagne et du Nord de la France ;Localisation, depuis 1945, des différents dialectes bas allemands :

Localisation, depuis 1945, des différents dialectes bas allemands :
Parlers bas-saxons :
1. schleswigois
2. holsteinien
3. bas-saxon septentrional
4. frison oriental
5. dialectes bas-saxons des Pays-Bas
6. westphalien
7. estphalien
8. mecklembourgeois-poméranien antérieur
9. brandebourgeois septentrional
10. brandebourgeois méridional
Parlers bas-franciques :
11. bas-francique hollandais
12. bas-francique flamand
13. flamand limbourgeois méridional
14. parlers du Bas-Pays de Berg
15. bas-rhénan

 Parlers bas-saxons :
  1. schleswigois
  2. holsteinien
  3. bas-saxon septentrional
  4. frison oriental
  5. dialectes bas-saxons des Pays-Bas
  6. westphalien
  7. estphalien
  8. mecklembourgeois-poméranien antérieur
  9. brandebourgeois septentrional
 10. brandebourgeois méridional
 Parlers bas-franciques :
 11. bas-francique hollandais
 12. bas-francique flamand
 13. flamand limbourgeois méridional
 14. parlers du Bas-Pays de Berg
 15. bas-rhénan